# チャールズ・ロケット
チャールズ・ロケット（Charles Rocket, 本名：Charles Adams Claverie, 1949年8月24日 - 2005年10月8日）は、アメリカ合衆国の俳優である。

## 来歴
1949年8月24日、メイン州バンゴーに生まれる。1960年代後半にロードアイランド州にあるロードアイランド・スクール・オブ・デザインへ進学し、1970年代には同州を拠点にアンダーグラウンドの世界で活動した。その頃には映画監督のガス・ヴァン・サントらとも知り合っている。
短編映画の制作やバンド活動、ローカルテレビ局のニュースキャスター職などを経て、1980年11月15日からNBCのコメディバラエティ番組『サタデー・ナイト・ライブ』にレギュラー出演するようになる。自身の名を冠した「ロケット・リポート」のコーナーをはじめ数々のスケッチに出演し、番組の看板コーナーである「ウィークエンド・アップデート」のキャスター役にも起用されたが、1981年4月11日にわずか1シーズンで番組を降板させられた。
その後はテレビドラマシリーズなどへ出演し、俳優としてのキャリアを本格的にスタートさせる。1985年にはティム・ロビンスが出演した青春コメディ『バージン・バケーション』で映画デビューも果たした。その後は着々とキャリアを積み重ね、1990年にケヴィン・コスナーが監督・主演した『ダンス・ウィズ・ウルブズ』へ出演したほか、1994年にはジム・キャリーとジェフ・ダニエルズが共演したコメディ映画『ジム・キャリーはMr.ダマー』に悪役として出演して印象を残した。1995年にはアンディ・ガルシアと石橋貴明が共演した映画『悪魔たち、天使たち』にも出演している。
2005年10月8日、コネチカット州の自宅で遺体が発見される。その後の調査で自殺と判断された。56歳だった。

## 出演作品

### 映画
- バージンバケーション/ボクのナンパマニュアル教えます Fraternity Vacation (1985)
- ミラクルズ/奇跡のカップル Miracles (1986)
- マネートラップ/危ない天使 Down Twisted (1987)
- ボクの彼女は地球人 Earth Girls Are Easy (1988)
- カレッジ・ウォーズ How I Got Into College (1989)
- ダンス・ウィズ・ウルブズ Dances with Wolves (1990)
- ジョン・キャンディの夢におまかせ Delirious (1991)
- ホーカス ポーカス Hocus Pocus (1993)
- ショート・カッツ Short Cuts (1993)
- ビッグ・ランニング Wagons East (1994)
- いとしのパット君 It's Pat (1994)
- ジム・キャリーはMr.ダマー Dumb & Dumber (1994)
- 悪魔たち、天使たち Steal Big Steal Little (1995)
- Charlie's Ghost Story (1995)
- トム・ソーヤーの大冒険 Tom and Huck (1995)
- ホワイトハウスの陰謀 Murder at 1600 (1997)
- ファーザーズ・デイ Fathers' Day (1997)
- Carlo's Wake (1999)
- タイタンA.E. Titan A.E. (2000)
- スター・パトロール Star Patrol (2000)
- New Suit (2002)
- シェイド Shade (2003)

### テレビドラマ
- The Investigators (1984)
- Hawaiian Heat (1984)
- 探偵レミントン・スティール Remington Steele (1985)
- 探偵ハード&マック Hardcastle and McCormick (1985)
- こちらブルームーン探偵社 Moonlighting (1985 - 1989)
- 特捜刑事マイアミ・バイス Miami Vice (1986)
- マックス・ヘッドルーム Max Headroom (1987, 1988)
- Murphy's Law (1988)
- ナイスサーティーズ Thirtysomething (1990)
- タイムマシーンにお願い Quantum Leap (1990, 1992)
- ジェシカおばさんの事件簿 Murder, She Wrote (1990)
- Parker Lewis Can't Lose (1991)
- うわさの刑事 テキーラとボネッティ Tequila and Bonetti (1992)
- ウイングス Wings (1994)
- 新スーパーマン Lois & Clark: The New Adventures of Superman (1994)
- ピケット・フェンス Picket Fences (1996)
- ザ・プリテンダー 仮面の逃亡者 The Pretender (1996)
- Cybill (1998)
- スタートレック:ヴォイジャー Star Trek: Voyager (1999)
- Xファイル X-File 「荒野の三人」グランド・エリス(1999)
- Normal, Ohio (2000)
- サード・ロック・フロム・ザ・サン 3rd Rock from the Sun (2001)
- グレッグ・ザ・バニー Greg the Bunny (2002)
- LAW & ORDER:犯罪心理捜査班 Law & Order: Criminal Intent (2004)

### テレビアニメ
- The Adventures of Hyperman (1996)
- バットマン The New Batman Adventures (1997, 1998)
- メン・イン・ブラック Men in Black: The Series (1997, 1998)
- スーパーマン Superman (1999)
- 鋼鉄天使くるみ (1999) ※英語吹替え版
- バットマン・ザ・フューチャー Batman Beyond (1999)

### ビデオゲーム
- Descent 3 (1999)
- Star Wars: Starfighter (2001)
- Star Wars: Jedi Starfighter (2002)
- Age of Mythology (2002)